# Desmond Guinness
Desmond Guinness (Irlanda, 8 de septiembre de 1931-20 de agosto de 2020) fue un arquitecto irlandés estudioso del arte georgiano. Desempeñó una gran labor en la preservación del patrimonio arquitectónico irlandés.

## Biografía
Fue el segundo hijo del escritor y empresario cervecero Bryan Guinness y de la aristócrata Diana Mitford (Una de las hermanas Mitford). 
Se casó en Oxford en 1954 con la Princesa Henriette Marie-Gabrielle ("Mariga") von Urach, hija del Príncipe Albrecht von Urach y nieta del Rey Mindaugas II de Lituania, con la cual tuvo un hijo, Patrick Desmond Carl-Alexander, y una hija, Marina. Por su segundo matrimonio Desmond es también padre de otro hijo, Anthony, quien es un miembro afiliado de Hash House Harriers. También es por su hijo Patrick abuelo de la modelo Jasmine Guinness. Es medio-hermano mayor (por el lado de madre) de Max Mosley, antiguo Presidente de la Federación Internacional del Automóvil y el hermano menor del empresario cervecero Jonathan Guinness. 
Junto a su primera esposa, Marie Gabrielle von Urach (nieta del rey Mindaugas II de Lituania), fundó en 1958 la Irish Georgian Society, para contribuir a la preservación del patrimonio arquitectónico irlandés.  La IGS pronto se vio implicada en numerosos proyectos, como los trabajos llevados a cabo en Damer House (Tipperary), Conolly's Folly (Kildare), Mountjoy Square, Tailors' Hall y Hume Street (Dublín) y Dromana Gateway (Waterford). Ese mismo año compró el Castillo de Leixlip, en el Condado de Kildare, Irlanda, donde vivió junto a su segunda mujer Penelope Cuthbertson. 
Entre 1967 y 1979 Guinness compró Castletown House, en Celbridge, dirigiendo sus labores de restauración de la que es la casa de campo más grande de Irlanda.
En 1980 fue investido Doctor honorario en Derecho en el Trinity College de Dublín. En 1984 se casó con Penelope Cuthbertson, nieta del artista Nico Wilhelm Jungmann
En 2006 fue galardonado con el Premio Unión Europea de Patrimonio Cultural / Premios Europa Nostra, por su aportación a la Conservación del Patrimonio Arquitectónico. Recogió la medalla de manos de la Reina Sofía en el Palacio de El Pardo de Madrid. En concreto, se reconoció su labor "por cincuenta años de esfuerzos voluntarios constantes y logros espectaculares a favor del patrimonio arquitectónico de Irlanda". 
Su labor de preservación arquitectónica ha sido reconocida por distintas instituciones americanas y europeas. Desmond Guinness también creó becas para estudiantes de arquitectura. Ha publicado diversos libros y estudios sobre arquitectura, como Portrait of Dublin (Nueva York, Viking Press, 1967) o Georgian Dublin (Batsford, B.T., Ltd., 1979).